# Chris Minard
Chris Minard (* 18. November 1981 in Owen Sound, Ontario) ist ein ehemaliger kanadischer Eishockeyspieler, der im Verlauf seiner aktiven Karriere zwischen 1997 und 2017 unter anderem 284 Spiele für die Kölner Haie und Düsseldorfer EG in der Deutschen Eishockey Liga (DEL) auf der Position des Centers bestritten hat. Zuvor hatte Minard über viele Jahre in der American Hockey League (AHL) gespielt und kam auf insgesamt 40 Einsätze in der National Hockey League (NHL), unter anderem für die Pittsburgh Penguins und die Edmonton Oilers. Sein Bruder Mike Minard war ebenfalls professioneller Eishockeyspieler auf der Position des Torhüters.

## Karriere
Minard absolvierte seine Juniorenkarriere bei verschiedenen Teams in der kanadischen Juniorenliga Ontario Hockey League (OHL), ehe er im Sommer 2002 zu den Pensacola Ice Pilots in die East Coast Hockey League (ECHL) wechselte. Nach zwei weiteren Minor-League-Stationen stand der Linksschütze in der Saison 2004/05 erstmals bei den Milwaukee Admirals in der American Hockey League (AHL) auf dem Eis.
Nachdem der Stürmer in einem Trainingscamp der New Jersey Devils ein Engagement bei den Devils-Farmteams Albany River Rats und Lowell Devils erhalten hatte, wechselte der Angreifer im Juli 2007 in die Organisation der Pittsburgh Penguins, bei denen er am 21. Januar 2008 im Spiel gegen die Washington Capitals sein Debüt in der National Hockey League (NHL) gab. Seinen ersten Scorerpunkt in der höchsten nordamerikanischen Profiliga erzielte Minard fünf Tage später mit einem Assist gegen die New York Islanders, sein erstes NHL-Tor folgte am 12. März gegen die Buffalo Sabres. Die meiste Zeit der Saison 2007/08 verbrachte der Kanadier jedoch bei den Wilkes-Barre/Scranton Penguins in der AHL. Die Saison 2009/10 verbrachte er überwiegend bei den Springfield Falcons, ehe sein Vertrag bei den Edmonton Oilers nicht verlängert wurde und Minard im Juli 2010 als Free Agent einen Kontrakt bei den Detroit Red Wings unterschrieb, die ihn im Farmteam bei den Grand Rapids Griffins einsetzten. In der Spielzeit 2011/12 erzielte Minard in 39 Spielen 33 Scorerpunkte und wurde mit dem Fred T. Hunt Memorial Award für seine Sportlichkeit und Hingabe ausgezeichnet.
Im Sommer 2012 entschied sich der Linksschütze zu einem Wechsel zu den Kölner Haien, bei denen er zunächst einen Einjahresvertrag unterzeichnete. Im Januar 2013 – Minard war zu diesem Zeitpunkt mit 18 Toren bester Torschütze der Haie – einigte er sich mit dem KEC auf eine Verlängerung seines Vertrages bis 2015. Nach der sportlich und auch persönlich enttäuschenden Saison 2014/15 wechselte er vor der folgenden Spielzeit zum Lokalrivalen Düsseldorfer EG. Nach dem Ende der Saison 2016/17 beendete der 35-Jährige seine aktive Karriere.

## Erfolge und Auszeichnungen
| - 2005 ECHL First All-Star Team - 2005 ECHL-Spieler des Monats Dezember - 2006 Kelly-Cup-Gewinn mit den Alaska Aces | - 2009 Teilnahme am AHL All-Star Classic - 2012 AHL-Spieler des Monats Februar - 2012 Fred T. Hunt Memorial Award |

## Karrierestatistik
(Legende zur Spielerstatistik: Sp oder GP = absolvierte Spiele; T oder G = erzielte Tore; V oder A = erzielte Assists; Pkt oder Pts = erzielte Scorerpunkte; SM oder PIM = erhaltene Strafminuten; +/− = Plus/Minus-Bilanz; PP = erzielte Überzahltore; SH = erzielte Unterzahltore; GW = erzielte Siegtore; 1 Play-downs/Relegation; Kursiv: Statistik nicht vollständig)